# Нітроцелюлоза
Ні́троцелюло́за (трині́троцелюло́за, піроксилі́н, нітроклітковина) — за виглядом нагадує вату. Нерозчинна у воді, але розчинна в ацетоні. Використовується у виробництві бездимного пороху. При підпалюванні швидко згорає світним полум'ям з виділенням великої кількості тепла. Може використовуватися як окрема сполука, проте нею добре пластифікувати інші вибухові речовини (перекис ацетону, ГТМД)

## Отримання
Для виготовлення тринітроцелюлози необхідні такі речовини:
- Концентрована азотна кислота (не менше 60 %)
- Концентрована сірчана кислота (92 %)
- Бавовняна вата

Кислоти необхідно охолодити та змішати у пропорції 1(азотна кислота):3(сірчана кислота). Після цього посудину з сумішшю заповняють ватою. Нітруючої суміші має бути приблизно в 20 разів більше ніж вати. Реакцію проводять при пониженій температурі, так як висока температура розкладає тринітрат целюлози. Для повного закінчення реакції потрібно близько 10 годин. Утворену нітроцелюлозу промивають водою, потім в гарячому розчині лугу, а потім знову водою і висушують при кімнатній температурі.

## Використання
- Вибухові речовини, бездимний порох.
- Раніше використовувалася як основа фото- і кіноплівки. У зв'язку з горючістю була витіснена ацетилцелюлозою і поліетилентерефталатом (лавсаном).
- Основа нітроцелюлозних лаків, фарб, емалей.
- Целулоїд — найперша пластмаса. З неї виготовляли елементи оздоблення побутових виробів, ляльок, гребінців, тощо.
- Нітроцелюлозні мембрани для іммобілізації білків.